# Irase
Irase is een plaats in de Estlandse gemeente Saaremaa, provincie Saaremaa. De plaats heeft de status van dorp (Estisch: küla).
Tot in december 2014 behoorde Irase tot de gemeente Kaarma, tot in oktober 2017 tot de gemeente Lääne-Saare en sindsdien tot de fusiegemeente Saaremaa.

## Bevolking
Het dorp had 54 inwoners op 31 december 2011 en 44 inwoners op 31 december 2021.

## Geschiedenis
Irase werd voor het eerst genoemd in 1497 onder de naam Irras als dorp op het landgoed van Randvere.

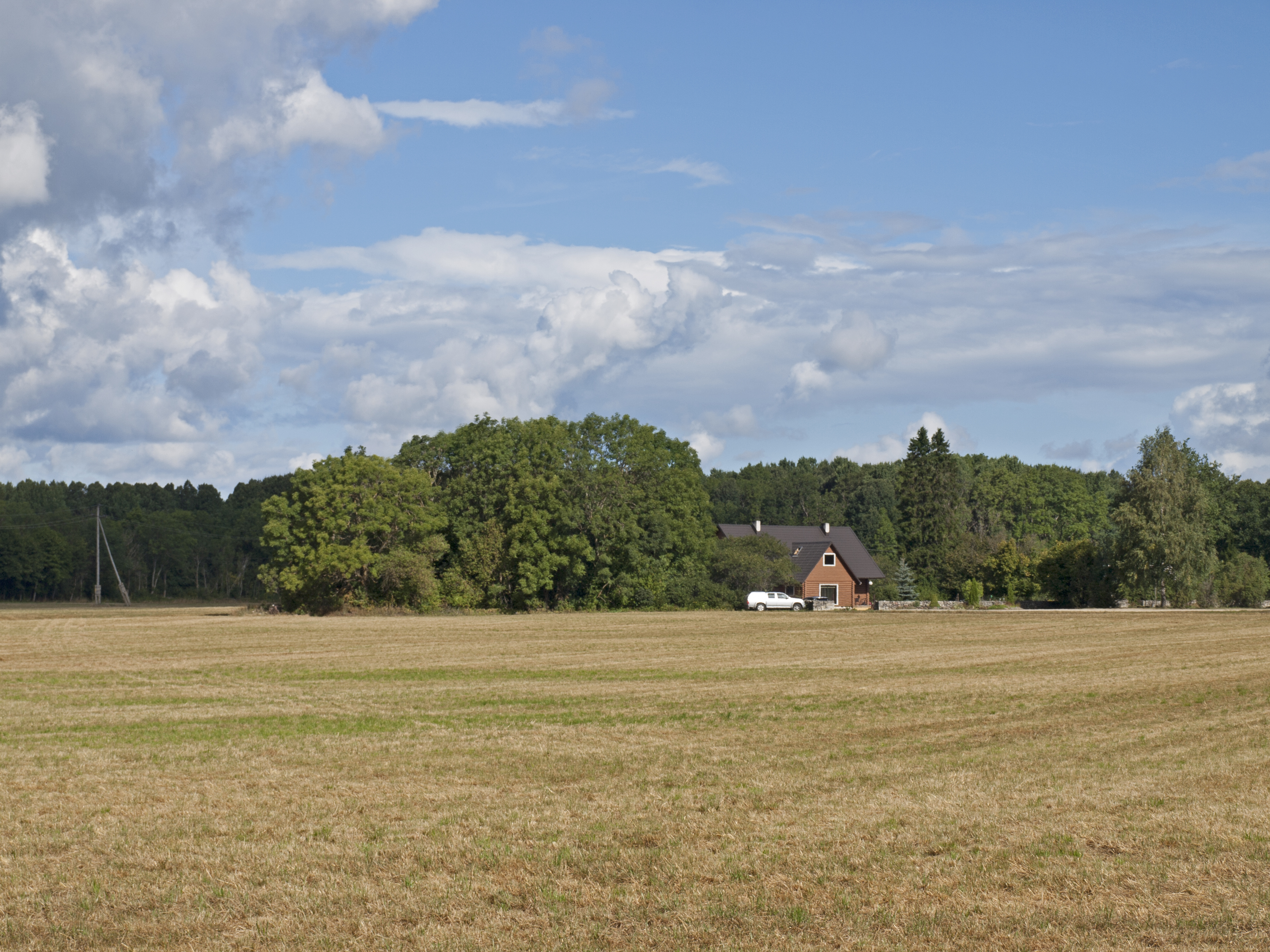
Een huis in Irase